# Plagne
Plagne és un municipi del cantó de Berna (Suïssa), situat al districte de Courtelary.